# Operatie Red Kite
Operatie Red Kite was een Belgische evacuatiemissie waarbij men Belgen en andere rechthebbenden uit Afghanistan wilde repatriëren. De non-combatant evacuation operation (NEO) hield onder meer een luchtbrug in tussen de luchthavens van Kabul en Islamabad. Tot de evacuatie werd beslist door de val van Kabul waarbij de taliban de Afghaanse hoofdstad innamen en de erkende regering wegvluchtte. Tussen 20 augustus  en 26 augustus 2021 konden hierdoor ruim 1.410 mensen het land verlaten met behulp van de Belgische Defensie en FOD Buitenlandse Zaken.

## Context
Voor Afghanistan gelde er al jarenlang een negatief reisadvies van de Belgische overheid. Het leveren van consulaire bijstand door de Belgische overheid was in 2021 heel moeilijk of zelfs onmogelijk in het land, daarenboven was er ook geen Belgische diplomatieke post in Afghanistan. In 2020 werd in de Doha-overeenkomst tussen de Verenigde Staten en de taliban afgesproken om alle NAVO-troepen terug te trekken tegen mei 2021, later uitgesteld naar september 2021. Tijdens de terugtrekking van de NAVO-troepen slaagde de taliban met er razendsnel in om grote gebieden in het land te  veroveren.
Omdat de veiligheidssituatie door het Talibanoffensief bleef verslechteren contacteerde de Belgische ambassade in Pakistan herhaaldelijk de geregistreerde personen in Afghanistan om het land te verlaten. Na de vlucht van de Afghaanse president Ashraf Ghani en de val van Kabul verhoogden het aantal aanvragen enorm. Hierdoor kon het plan om hen met vluchten van bevriende landen te laten evacueren enorm niet meer doorgaan.

## Verloop
Op 16 augustus 2021 besliste de Belgische regering om de evacuatie missie "NEO Red Kite" op te zetten. Het ging over een non-combattant evacuation operation die de geregistreerde Belgen en andere rechthebbenden (tolken, ngo-medewerkers, mensenrechtenactivisten, journalisten, fixers...) wilde repatriëren uit het land. De operatie hield een dubbele luchtbrug in tussen Kabul en Islamabad en van Islamabad naar Brussel. Voor de naam van de missie werd verwezen naar de roman De vliegeraar van de Afghaanse auteur Khaled Hosseini.
Al op 17 augustus vertrok vanop de vliegbasis Melsbroek een vliegtuig van het Belgische luchtcomponent naar Islamabad om het opstartteam van Red Kite ter plaatse ter brengen. Een dag later vertrokken  twee C-130 vliegtuigen met staartnummers CH-07 en CH-11 van de 15e Wing en een militair detachement van het 2e Bataljon Commando naar Islamabad. Die zouden gebruikt worden voor de luchtbrug tussen Kabul en Islamabad. Een derde vliegtuig met staartnummer CH-01 vertrok enkele dagen later.
Voor de luchtbrug tussen Islamabad en Brussel werd gebruik gemaakt van een Belgische Airbus A400M en gecharterde passagiersvliegtuigen van Air Belgium.
Vanaf 20 augustus 2021 konden de eerste Belgen en andere rechthebbenden geëvacueerd worden vanuit Afghanistan. De rechthebbenden vanop een Belgische lijst werden tijdens de evacuatie per sms opgeroepen om zich aan te melden bij één van de poorten van de luchthaven en herkenbaar te zijn door bijvoorbeeld een smiley of een Belgisch vlagje. Het ophalen van personen in de stad werd onveilig en te riskant geacht. De rechthebbenden mochten enkel handbagage en wat voedsel bij zich hebben.
Na een eerste snelle controle werden de rechthebbenden overgebracht naar een afzonderlijke zone op de luchthaven voor een grondigere controle. Vervolgens werden de toegelaten rechthebbenden naar het Belgische C-130-toestel overgebracht om naar Islamabad te kunnen doorvliegen. De toestellen mochten maximaal 30 minuten in Kabul op het tarmac blijven staan. Amerikaanse luchtverkeersleiders in Kabul wezen slots toe aan de landen die gebruik wilden maken van de luchthaven om hun bevolking te evacueren. Er werden voor de missie zo'n 23 vluchten uitgevoerd tussen Kabul en Islamabad.
In de luchthaven van Islamabad dienden de rechthebbenden te wachten op een repatriëringsvlucht naar België. Tijdens de voorbereidingen voor de vlucht naar België werd medische zorg en catering voorzien. Er werden zo'n negen vluchten uitgevoerd tussen Islamabad en Brussel. Voor de vluchten werden voornamelijk beroep gedaan op toestellen van Air Belgium. 
In België werden de gerepatrieerden overgebracht naar Kwartier Majoor Housiau in Peutie waar zij opgevangen werden door de betrokken diensten zoals die voor asiel en migratie.
Tijdens de repatriëringsvluchten werden ook rechthebbenden van andere landen (Oostenrijk, Nederland, Luxemburg, Denemarken, Zweden en Verenigde Staten) meegenomen. Sommige Belgische rechthebbenden konden ook mee op vluchten van andere Europese landen.
Op 25 augustus 2021 werd door de Belgische regering beslist om Operatie Red Kite stop te zetten. De Verenigde Staten verzochten de landen om hun evacuaties stop te zetten en begonnen de luchthaven te sluiten. Het risico op aanslagen werd steeds hoger ingeschat. Een dag later vond aan een van de poorten twee aanslagen plaats waarbij tientallen doden vielen.
Op 26 augustus werd de laatste evacuatievlucht uit Kabul uitgevoerd door de Belgen. Bij de het Belgisch militair en diplomatiek personeel, de rechthebbenden van de Belgische lijst vielen geen dodelijke slachtoffers.

## Na evacuatiemissie
Toen de evacuatiemissie werd stopgezet stonden nog zo'n 150 personen op lijst die niet konden worden geëvacueerd. Vanaf 26 augustus werd door FOD Buitenlandse Zaken gezocht naar alternatieven voor hen om het land toch nog te kunnen verlaten. Onder de naam "Operatie Little Kite" werden de rechthebbenden blijvend opgevolgd. Tot 17 januari 2022 arriveerden zo'n 170 mensen via Qatar en nog eens 70 mensen via Pakistan.

Op 5 september 2021 kwamen de laatste twee ingezette C-130 vliegtuigen terug aan in België na een tussenstop in de Cypriotische stad Larnaca. Op 21 december werden alle deelnemende militairen gehuldigd met een militair ereteken voor hun inzet tijdens de evacuatiemissie.